# 2564 Kayala
2564 Kayala eller 1977 QX är en asteroid i huvudbältet som upptäcktes den 19 augusti 1977 av den rysk-sovjetiske astronomen Nikolaj Tjernych vid Krims astrofysiska observatorium på Krim. Den har fått sitt namn efter floden Kayala, i Igorkvädet.
Asteroiden har en diameter på ungefär 6 kilometer.